# Султакаевский сельсовет
Султакаевский сельсовет — сельское поселение в Александровском районе Оренбургской области Российской Федерации.
Административный центр — село Султакай.

## История
Статус и границы сельского поселения установлены Законом Оренбургской области от 9 марта 2005 года № 1892/320-III-ОЗ «О муниципальных образованиях в составе муниципального образования Александровский район Оренбургской области»

## Население
| 2010 | 2012 | 2013 | 2014 | 2015 | 2016 | 2017 |
| ---- | ---- | ---- | ---- | ---- | ---- | ---- |
| 622  | ↘599 | ↗604 | ↘583 | ↘580 | ↘543 | ↘528 |
| 2018 | 2019 | 2020 | 2021 |      |      |      |
| →528 | ↘501 | ↘489 | ↘470 |      |      |      |

## Состав сельского поселения
| № | Населённый пункт | Тип населённого пункта       | Население |
| - | ---------------- | ---------------------------- | --------- |
| 1 | Майский          | посёлок                      | 102       |
| 2 | Султакай         | село, административный центр | 393       |
| 3 | Юртаево          | село                         | 127       |